# Panamerikanische Spiele 1995/Tennis
Bei den Panamerikanischen Spielen 1995 in Mar del Plata wurden vom 11. bis 26. März 1995 sieben Wettbewerbe im Tennis ausgetragen.

## Herren

### Einzel
| Platz | Land        | Spieler         |
| ----- | ----------- | --------------- |
| 1     | Argentinien | Hernán Gumy     |
| 2     | Argentinien | Javier Frana    |
| 3     | Venezuela   | Jimy Szymanski  |
| 3     | Venezuela   | Nicolás Pereira |

### Doppel
| Platz | Land        | Spieler                                    |
| ----- | ----------- | ------------------------------------------ |
| 1     | Argentinien | Javier Frana Luis Lobo                     |
| 2     | Venezuela   | Juan Bianchi Pacheco Nicolás Pereira       |
| 3     | Chile       | Sergio Cortés Gabriel Silberstein          |
| 3     | Mexiko      | Ricardo Herrera López Mario Pacheco Triana |

### Mannschaft
| Platz | Land               |
| ----- | ------------------ |
| 1     | Argentinien        |
| 2     | Uruguay            |
| 3     | Chile              |
| 3     | Vereinigte Staaten |

## Damen

### Einzel
| Platz | Land               | Spielerin       |
| ----- | ------------------ | --------------- |
| 1     | Argentinien        | Florencia Labat |
| 2     | Vereinigte Staaten | Ann Grossman    |
| 3     | Argentinien        | Bettina Fulco   |
| 3     | Vereinigte Staaten | Chanda Rubin    |

### Doppel
| Platz | Land               | Spielerin                          |
| ----- | ------------------ | ---------------------------------- |
| 1     | Argentinien        | Mercedes Paz Patricia Tarabini     |
| 2     | Vereinigte Staaten | Ann Grossman Chanda Rubin          |
| 3     | Brasilien          | Andrea Viera Luciana Camargo Tella |
| 3     | Mexiko             | Lucila Becerra Xóchitl Escobedo    |

### Mannschaft
| Platz | Land               |
| ----- | ------------------ |
| 1     | Argentinien        |
| 2     | Chile              |
| 3     | Brasilien          |
| 3     | Vereinigte Staaten |

## Mixed
| Platz | Land               | Spieler/in                             |
| ----- | ------------------ | -------------------------------------- |
| 1     | Vereinigte Staaten | Shaun Stafford Jack Waite              |
| 2     | Argentinien        | Patricia Tarabini Luis Lobo            |
| 3     | Venezuela          | Nina Marta Volpe Jimy Szymanski        |
| 3     | Kuba               | Belkis Rodrígues Abréu Juan Pino Pérez |

## Medaillenspiegel
| Platz | Land               | Gold | Silber | Bronze | Gesamt |
| ----- | ------------------ | ---- | ------ | ------ | ------ |
| 01    | Argentinien        | 6    | 2      | 1      | 9      |
| 02    | Vereinigte Staaten | 1    | 2      | 3      | 6      |
| 03    | Venezuela          | —    | 1      | 3      | 4      |
| 04    | Chile              | —    | 1      | 2      | 3      |
| 05    | Uruguay            | —    | 1      | —      | 1      |
| 06    | Brasilien          | —    | —      | 2      | 2      |
| 06    | Mexiko             | —    | —      | 2      | 2      |
| 08    | Kuba               | —    | —      | 1      | 1      |